# Municipio de Falls (condado de Bucks)
El municipio de Falls (en inglés, Falls Township) es un municipio del condado de Bucks, Pensilvania, Estados Unidos. Tiene una población estimada, a mediados de 2023, de 34 351 habitantes.

## Geografía
Está ubicado en las coordenadas 40°10′22″N 74°47′23″O / 40.17278, -74.78972 (40.172679, -74.789738).

## Demografía
Según la estimación 2018-2022 de la Oficina del Censo, los ingresos medios de los hogares son de $93,359 y los ingresos medios de las familias son de $110,294. Los ingresos per cápita en los últimos doce meses, medidos en dólares de 2022, son de $40,949. Alrededor del 7.2% de la población está por debajo de la línea de pobreza.